# Oarja
Oarja è un comune della Romania di 2 892 abitanti, ubicato nel distretto di Argeș, nella regione storica della Muntenia.
Il comune è formato dall'unione di 2 villaggi: Ceaușești e Oarja.